# Моргаушский район
Морга́ушский райо́н (чув. Муркаш районӗ) — административно-территориальная единица в составе Чувашской Республики Российской Федерации. В границах района образован одноимённый муниципальный округ (в 2004—2022 годах — муниципальный район).
Административный центр — село Моргауши.

## География
Расположен на севере Чувашии. Основная часть территории находится на правобережье Волги и небольшая часть — в юго-западном Заволжье. С севера граничит с Республикой Марий Эл (Килемарский и Горномарийский районы), с востока с Чебоксарским, с юга — Аликовским, с запада — Ядринским районами. Площадь района — 845,3 км² (4,6 % площади республики).

## История
Район образован 15 февраля 1944 года из частей Аликовского, Ишлейского и Сундырского районов.
2 ноября 1956 года к Моргаушскому району была присоединена часть территории упразднённого Советского района.
21 июля 1959 года район был упразднён (территория передана в Аликовский и Сундырский районы), в 1964 восстановлен.

## Население
| 1993    | 1997    | 2001    | 2002    | 2005    | 2009    | 2010    | 2011    | 2012    |
| ------- | ------- | ------- | ------- | ------- | ------- | ------- | ------- | ------- |
| 38 100  | ↘37 700 | ↘37 200 | ↘37 127 | ↘36 800 | ↘36 467 | ↘34 884 | ↘34 801 | ↘34 609 |
| 2013    | 2014    | 2015    | 2016    | 2017    | 2018    | 2019    | 2020    | 2021    |
| ↘34 365 | ↘34 304 | ↘33 989 | ↘33 492 | ↘33 009 | ↘32 685 | ↘32 107 | ↘31 641 | ↘31 277 |
| 2024    |         |         |         |         |         |         |         |         |
| ↘30 685 |         |         |         |         |         |         |         |         |

### Национальный состав
По данным переписи населения 2010 года Моргаушский район мононационален, абсолютное большинство населения — чуваши (96 %), ни в одном из населённых пунктов русские не являются большинством. Наибольшая доля русских в Ятманкино (45 %), Большом Сундыре (11 %), Шербашах (25 %) и Ильинке (25 %).
| Национальность | Число указавших национальность и доля от населения района |
| -------------- | --------------------------------------------------------- |
| Чуваши         | 95,96 % (33 474)                                          |
| Русские        | 2,91 % (1 016)                                            |
| Марийцы        | 0,29 % (102)                                              |

## Территориальное устройство
В рамках административно-территориального устройства, район делится на 16 административно-территориальных единиц — сельских поселений.
В рамках организации местного самоуправления с 2004 по 2022 гг. муниципальный район включал 16 муниципальных образований со статусом сельского поселения, которые к 1 января 2023 года были упразднены и объединены в единый муниципальный округ.
| №  | Сельское поселение                  | Административный центр | Количество населённых пунктов | Население (чел.) | Площадь (км²) |
| -- | ----------------------------------- | ---------------------- | ----------------------------- | ---------------- | ------------- |
| 1  | Александровское сельское поселение  | деревня Васькино       | 7                             | ↘825             | 24,25         |
| 2  | Большесундырское сельское поселение | село Большой Сундырь   | 19                            | ↘3156            | 70,11         |
| 3  | Ильинское сельское поселение        | деревня Тренькино      | 17                            | ↘1714            | 53,71         |
| 4  | Кадикасинское сельское поселение    | деревня Кораккасы      | 12                            | ↘2550            | 66,39         |
| 5  | Моргаушское сельское поселение      | село Моргауши          | 5                             | ↗4621            | 31,22         |
| 6  | Москакасинское сельское поселение   | деревня Москакасы      | 16                            | ↘2252            | 49,25         |
| 7  | Орининское сельское поселение       | деревня Падаккасы      | 14                            | ↘1951            | 47,92         |
| 8  | Сятракасинское сельское поселение   | деревня Сятракасы      | 11                            | ↘2252            | 65,84         |
| 9  | Тораевское сельское поселение       | село Тораево           | 11                            | ↘1478            | 64,29         |
| 10 | Хорнойское сельское поселение       | деревня Хорной         | 4                             | ↘1076            | 38,18         |
| 11 | Чуманкасинское сельское поселение   | деревня Одаркино       | 7                             | ↗1464            | 35,54         |
| 12 | Шатьмапосинское сельское поселение  | деревня Шатьмапоси     | 8                             | ↘988             | 38,95         |
| 13 | Юнгинское сельское поселение        | село Юнга              | 8                             | ↘1661            | 51,87         |
| 14 | Юськасинское сельское поселение     | село Юськасы           | 13                            | ↘2082            | 69,41         |
| 15 | Ярабайкасинское сельское поселение  | деревня Ярабайкасы     | 16                            | ↘2003            | 51,61         |
| 16 | Ярославское сельское поселение      | деревня Ярославка      | 9                             | ↘1310            | 42,51         |

## Населённые пункты
В Моргаушском районе (муниципальном округе) расположено 177 населённых пунктов:
| №   | Населённый пункт  | Тип     | Население | Поселение                           |
| --- | ----------------- | ------- | --------- | ----------------------------------- |
| 1   | Авданкасы         | деревня | ↗180      | Шатьмапосинское сельское поселение  |
| 2   | Адабай            | деревня | ↘180      | Орининское сельское поселение       |
| 3   | Адикасы           | деревня | ↗111      | Большесундырское сельское поселение |
| 4   | Акрамово          | село    | ↗288      | Ярабайкасинское сельское поселение  |
| 5   | Актай             | деревня | ↗162      | Юськасинское сельское поселение     |
| 6   | Александровское   | село    | ↘111      | Александровское сельское поселение  |
| 7   | Анаткасы          | деревня | ↗92       | Кадикасинское сельское поселение    |
| 8   | Анаткасы          | деревня | ↗419      | Тораевское сельское поселение       |
| 9   | Апчары            | деревня | ↗196      | Ильинское сельское поселение        |
| 10  | Ахманеи           | село    | ↗144      | Москакасинское сельское поселение   |
| 11  | Басурманы         | деревня | ↗110      | Орининское сельское поселение       |
| 12  | Большие Татаркасы | деревня | ↗237      | Большесундырское сельское поселение |
| 13  | Большие Токшики   | деревня | ↗388      | Тораевское сельское поселение       |
| 14  | Большое Карачкино | село    | ↗136      | Большесундырское сельское поселение |
| 15  | Большой Сундырь   | село    | ↗1546     | Большесундырское сельское поселение |
| 16  | Васильевка        | выселок | →10       | Ильинское сельское поселение        |
| 17  | Васькино          | деревня | ↗286      | Александровское сельское поселение  |
| 18  | Верхние Олгаши    | деревня | ↗88       | Большесундырское сельское поселение |
| 19  | Верхние Панклеи   | деревня | ↘266      | Юськасинское сельское поселение     |
| 20  | Верхний Томлай    | деревня | ↗69       | Ярабайкасинское сельское поселение  |
| 21  | Вомбакасы         | деревня | ↗221      | Большесундырское сельское поселение |
| 22  | Вурманкасы        | деревня | ↗115      | Ильинское сельское поселение        |
| 23  | Вурманкасы        | деревня | ↗136      | Орининское сельское поселение       |
| 24  | Вурманкасы        | деревня | ↗495      | Юськасинское сельское поселение     |
| 25  | Вурмой            | деревня | →30       | Ярабайкасинское сельское поселение  |
| 26  | Вускасы           | деревня | →95       | Ярабайкасинское сельское поселение  |
| 27  | Дворики           | деревня | ↗126      | Александровское сельское поселение  |
| 28  | Дёмкино           | деревня | ↗180      | Тораевское сельское поселение       |
| 29  | Елачкасы          | деревня | ↗69       | Ярабайкасинское сельское поселение  |
| 30  | Елжихово          | деревня | ↗163      | Ярославское сельское поселение      |
| 31  | Ёлкино            | деревня | ↗4        | Юнгинское сельское поселение        |
| 32  | Елхово            | деревня | ↗58       | Ярославское сельское поселение      |
| 33  | Ермаково          | деревня | ↗136      | Ярабайкасинское сельское поселение  |
| 34  | Ешмолай           | деревня | ↗80       | Большесундырское сельское поселение |
| 35  | Ивановка          | деревня | ↗135      | Москакасинское сельское поселение   |
| 36  | Идагачкасы        | деревня | ↗234      | Ярабайкасинское сельское поселение  |
| 37  | Ижелькасы         | деревня | ↗97       | Хорнойское сельское поселение       |
| 38  | Изедеркино        | деревня | ↗364      | Чуманкасинское сельское поселение   |
| 39  | Ильбеши           | деревня | ↘96       | Юськасинское сельское поселение     |
| 40  | Ильинка           | село    | ↘30       | Ильинское сельское поселение        |
| 41  | Ирхкасы           | деревня | ↗28       | Сятракасинское сельское поселение   |
| 42  | Ихонькино         | деревня | ↗98       | Ярославское сельское поселение      |
| 43  | Иштереки          | деревня | ↗215      | Ярабайкасинское сельское поселение  |
| 44  | Кадикасы          | деревня | ↗604      | Кадикасинское сельское поселение    |
| 45  | Кадыкой           | деревня | ↗153      | Шатьмапосинское сельское поселение  |
| 46  | Калайкасы         | деревня | ↗180      | Кадикасинское сельское поселение    |
| 47  | Калмыково         | деревня | ↗134      | Москакасинское сельское поселение   |
| 48  | Канаш             | выселок | ↗80       | Юнгинское сельское поселение        |
| 49  | Карамалькасы      | деревня | ↗166      | Кадикасинское сельское поселение    |
| 50  | Карманкасы        | деревня | ↗152      | Чуманкасинское сельское поселение   |
| 51  | Карманкасы        | деревня | ↗50       | Шатьмапосинское сельское поселение  |
| 52  | Кармыши           | деревня | ↗166      | Большесундырское сельское поселение |
| 53  | Кашмаши           | деревня | ↗798      | Сятракасинское сельское поселение   |
| 54  | Коминтерн         | выселок | ↘15       | Юнгинское сельское поселение        |
| 55  | Кораккасы         | деревня | ↗420      | Кадикасинское сельское поселение    |
| 56  | Костеряки         | деревня | ↗227      | Ярабайкасинское сельское поселение  |
| 57  | Кубасы            | деревня | ↗399      | Юнгинское сельское поселение        |
| 58  | Кумыркасы         | деревня | ↘51       | Большесундырское сельское поселение |
| 59  | Куськино          | деревня | ↗90       | Ильинское сельское поселение        |
| 60  | Кюрегаси          | деревня | ↗205      | Кадикасинское сельское поселение    |
| 61  | Ландыши           | деревня | ↗80       | Орининское сельское поселение       |
| 62  | Лапкасы           | деревня | ↗80       | Орининское сельское поселение       |
| 63  | Лебедкино         | деревня | ↗184      | Ярославское сельское поселение      |
| 64  | Лесные Хачики     | деревня | ↗152      | Москакасинское сельское поселение   |
| 65  | Магазейная        | деревня | ↗178      | Ильинское сельское поселение        |
| 66  | Максикасы         | деревня | ↗24       | Москакасинское сельское поселение   |
| 67  | Малиновка         | деревня | ↗123      | Моргаушское сельское поселение      |
| 68  | Малые Татаркасы   | деревня | ↗122      | Большесундырское сельское поселение |
| 69  | Мемеккасы         | деревня | ↗120      | Ильинское сельское поселение        |
| 70  | Мижары            | деревня | →116      | Большесундырское сельское поселение |
| 71  | Милюдакасы        | деревня | ↗209      | Ярабайкасинское сельское поселение  |
| 72  | Молгачкасы        | деревня | ↗373      | Орининское сельское поселение       |
| 73  | Моргауши          | село    | ↗3562     | Моргаушское сельское поселение      |
| 74  | Москакасы         | деревня | ↗858      | Москакасинское сельское поселение   |
| 75  | Мурзаково         | деревня | ↗112      | Москакасинское сельское поселение   |
| 76  | Нижние Олгаши     | деревня | ↗62       | Большесундырское сельское поселение |
| 77  | Нижние Панклеи    | деревня | ↘191      | Юськасинское сельское поселение     |
| 78  | Нижние Хачики     | деревня | ↗200      | Москакасинское сельское поселение   |
| 79  | Нижний Томлай     | деревня | ↗48       | Ярабайкасинское сельское поселение  |
| 80  | Нискасы           | деревня | ↗446      | Ярославское сельское поселение      |
| 81  | Новое Чемеево     | деревня | ↘88       | Ярославское сельское поселение      |
| 82  | Новое Шокино      | деревня | ↗82       | Большесундырское сельское поселение |
| 83  | Новые Мадики      | деревня | ↗97       | Юськасинское сельское поселение     |
| 84  | Новый Томлай      | деревня | ↗13       | Ярабайкасинское сельское поселение  |
| 85  | Нюреть            | деревня | ↘60       | Юськасинское сельское поселение     |
| 86  | Обрыскино         | деревня | ↗61       | Шатьмапосинское сельское поселение  |
| 87  | Одаркино          | деревня | ↗470      | Чуманкасинское сельское поселение   |
| 88  | Ойкас-Абаши       | деревня | ↘55       | Александровское сельское поселение  |
| 89  | Ойкасы            | деревня | ↗117      | Большесундырское сельское поселение |
| 90  | Ойкасы            | деревня | ↗81       | Ильинское сельское поселение        |
| 91  | Ойкасы            | деревня | ↗245      | Тораевское сельское поселение       |
| 92  | Оргум             | деревня | ↗1        | Большесундырское сельское поселение |
| 93  | Оринино           | село    | ↘150      | Орининское сельское поселение       |
| 94  | Оточево           | село    | ↗181      | Сятракасинское сельское поселение   |
| 95  | Охтикасы          | деревня | ↗9        | Кадикасинское сельское поселение    |
| 96  | Падаккасы         | деревня | ↗211      | Орининское сельское поселение       |
| 97  | Падаккасы         | деревня | ↘108      | Юськасинское сельское поселение     |
| 98  | Паймурзино        | деревня | ↗112      | Александровское сельское поселение  |
| 99  | Первое Мая        | выселок | ↗170      | Юнгинское сельское поселение        |
| 100 | Петровка          | деревня | →0        | Москакасинское сельское поселение   |
| 101 | Пикикасы          | деревня | ↗202      | Орининское сельское поселение       |
| 102 | Пожедановка       | деревня | ↗20       | Москакасинское сельское поселение   |
| 103 | Полевые Хачики    | деревня | ↗264      | Москакасинское сельское поселение   |
| 104 | Рогож             | деревня | ↘49       | Юськасинское сельское поселение     |
| 105 | Рыкакасы          | деревня | ↗140      | Москакасинское сельское поселение   |
| 106 | Сарчаки           | деревня | ↗139      | Шатьмапосинское сельское поселение  |
| 107 | Семенькасы        | деревня | ↘131      | Орининское сельское поселение       |
| 108 | Сендимир          | деревня | →223      | Орининское сельское поселение       |
| 109 | Сене-Хресчень     | деревня | ↗41       | Тораевское сельское поселение       |
| 110 | Сергеевка         | деревня | ↗31       | Москакасинское сельское поселение   |
| 111 | Сесмеры           | деревня | ↗235      | Кадикасинское сельское поселение    |
| 112 | Сидуккасы         | деревня | ↗276      | Москакасинское сельское поселение   |
| 113 | Синьял-Акрамово   | деревня | →106      | Ярабайкасинское сельское поселение  |
| 114 | Синьял-Моргауши   | деревня | ↗220      | Моргаушское сельское поселение      |
| 115 | Синьял-Оринино    | деревня | ↗120      | Орининское сельское поселение       |
| 116 | Синьял-Оточево    | деревня | ↗132      | Сятракасинское сельское поселение   |
| 117 | Синьял-Хоракасы   | деревня | ↗136      | Сятракасинское сельское поселение   |
| 118 | Соляной           | деревня | ↗167      | Чуманкасинское сельское поселение   |
| 119 | Сосновка          | деревня | ↗161      | Александровское сельское поселение  |
| 120 | Старое Шокино     | деревня | ↘51       | Ильинское сельское поселение        |
| 121 | Старые Мадики     | деревня | ↘118      | Юськасинское сельское поселение     |
| 122 | Сыбайкасы         | деревня | ↗139      | Ярабайкасинское сельское поселение  |
| 123 | Сюлеменькасы      | деревня | ↗94       | Москакасинское сельское поселение   |
| 124 | Сюлово            | деревня | ↗173      | Тораевское сельское поселение       |
| 125 | Сюмерткасы        | деревня | ↗180      | Юськасинское сельское поселение     |
| 126 | Сюрла-Три         | деревня | ↗364      | Моргаушское сельское поселение      |
| 127 | Сюткюль           | деревня | ↗143      | Тораевское сельское поселение       |
| 128 | Сяран-Сирмы       | деревня | ↗97       | Тораевское сельское поселение       |
| 129 | Сярмыськасы       | деревня | ↗294      | Юнгинское сельское поселение        |
| 130 | Сятракасы         | деревня | ↗679      | Сятракасинское сельское поселение   |
| 131 | Сятракасы         | деревня | ↗126      | Тораевское сельское поселение       |
| 132 | Тереси            | деревня | ↗146      | Орининское сельское поселение       |
| 133 | Тиуши             | деревня | ↘217      | Шатьмапосинское сельское поселение  |
| 134 | Тойгильдино       | село    | ↗144      | Хорнойское сельское поселение       |
| 135 | Тойшево           | деревня | ↗287      | Тораевское сельское поселение       |
| 136 | Токшики           | деревня | ↗96       | Большесундырское сельское поселение |
| 137 | Тораево           | село    | ↗178      | Тораевское сельское поселение       |
| 138 | Торинкасы         | деревня | ↘91       | Сятракасинское сельское поселение   |
| 139 | Торханы           | деревня | ↗188      | Шатьмапосинское сельское поселение  |
| 140 | Тренькино         | деревня | ↗353      | Ильинское сельское поселение        |
| 141 | Турикасы          | деревня | ↗140      | Большесундырское сельское поселение |
| 142 | Тябакасы          | деревня | ↗164      | Ильинское сельское поселение        |
| 143 | Хозанчино         | деревня | ↗50       | Ярославское сельское поселение      |
| 144 | Хоп-Кибер         | деревня | ↗152      | Ильинское сельское поселение        |
| 145 | Хоракасы          | выселок | ↗92       | Сятракасинское сельское поселение   |
| 146 | Хорнкасы          | деревня | ↗102      | Юськасинское сельское поселение     |
| 147 | Хорной            | деревня | ↗742      | Хорнойское сельское поселение       |
| 148 | Хундыкасы         | деревня | ↗142      | Ильинское сельское поселение        |
| 149 | Хыркасы           | деревня | ↗78       | Ильинское сельское поселение        |
| 150 | Чамыши            | деревня | ↗206      | Орининское сельское поселение       |
| 151 | Чебелькасы        | деревня | ↗73       | Ильинское сельское поселение        |
| 152 | Чемеево           | село    | ↗144      | Ярославское сельское поселение      |
| 153 | Чуманкасы         | село    | ↗437      | Чуманкасинское сельское поселение   |
| 154 | Чураккасы         | деревня | ↗384      | Ильинское сельское поселение        |
| 155 | Чурикасы          | деревня | ↗160      | Кадикасинское сельское поселение    |
| 156 | Шатракасы         | деревня | ↗168      | Кадикасинское сельское поселение    |
| 157 | Шатьмапоси        | деревня | ↗339      | Шатьмапосинское сельское поселение  |
| 158 | Шептаки           | деревня | ↗520      | Моргаушское сельское поселение      |
| 159 | Шептаки           | деревня | ↗394      | Хорнойское сельское поселение       |
| 160 | Шербаши           | деревня | ↗211      | Чуманкасинское сельское поселение   |
| 161 | Шерек             | деревня | ↗31       | Ильинское сельское поселение        |
| 162 | Шомиково          | деревня | ↘656      | Кадикасинское сельское поселение    |
| 163 | Шоркасы           | деревня | ↗158      | Ярабайкасинское сельское поселение  |
| 164 | Шупоси            | деревня | ↗284      | Большесундырское сельское поселение |
| 165 | Шупоси            | деревня | ↗265      | Сятракасинское сельское поселение   |
| 166 | Эхветкасы         | деревня | ↗71       | Москакасинское сельское поселение   |
| 167 | Юдеркасы          | деревня | ↗97       | Сятракасинское сельское поселение   |
| 168 | Юнга              | село    | ↗863      | Юнгинское сельское поселение        |
| 169 | Юнгапоси          | деревня | ↗271      | Юнгинское сельское поселение        |
| 170 | Юрмекейкино       | деревня | ↗200      | Александровское сельское поселение  |
| 171 | Юськасы           | село    | ↘24       | Юськасинское сельское поселение     |
| 172 | Ягаткино          | деревня | ↗100      | Чуманкасинское сельское поселение   |
| 173 | Ямолкино          | деревня | ↗6        | Большесундырское сельское поселение |
| 174 | Ярабайкасы        | деревня | ↗313      | Ярабайкасинское сельское поселение  |
| 175 | Яраккасы          | деревня | ↗120      | Кадикасинское сельское поселение    |
| 176 | Ярославка         | деревня | ↗491      | Ярославское сельское поселение      |
| 177 | Ятманкино         | деревня | ↗346      | Сятракасинское сельское поселение   |

## Природа
По рельефу Моргаушский район представляет собой пологохолмистую равнину, сильно расчленённую овражной сетью, средняя глубина которых до 20 м. Полезными ископаемыми район не богат. Хозяйственной значение имеют два месторождения суглинков — Сундырское и Пикикасинское, используемые для производства кирпича, а также Моргаушское месторождение торфа, применяемого в сельском хозяйстве.
Климат района умеренно континентальный с продолжительной холодной зимой и теплым, иногда жарким летом. Средняя температура января −13 °C, июля — 18,6 °C. В среднем за год выпадает до 500 мм осадков.
Главные реки — Волга, протекающая по северной границе района на протяжении 15 км, правый приток Волги Юнга, а также Сорма и Большая Шатьма — притоки Большого Цивиля. Есть небольшие озера и пруды.
Почвы дерново-подзолистые с разной степенью оподзоленности в северной части и светло-серые лесные повсеместно. Дубовые леса с примесью клёна, ильма, липы встречаются островками вдоль Волги, а также в северо-западных и юго-восточных частях района. Основное назначение лесов этой зоны — защитная и рекреационная.
Моргаушский район является зоной обитания представителей степей, среди которых суслик крапчатый, сурок, тушканчик, заяц-русак, а также лисица, куница, в Заволжье — бобр. Из птиц — рябчики и глухари.

## Экономика
Моргаушский район в основном сельскохозяйственный. В валовой продукции на долю сельского хозяйства приходится свыше 70 % суммарного объёма. Сельхозугодья занимают 72 % площади района, в том числе пашни — около 60 %. Район производит мясо-молочную продукцию, картофель, зерно. По картофелю и зерну является товарным районом. Промышленность развита слабо, в основном перерабатывается сельскохозяйственное сырьё и производятся стеновые материалы из местных месторождений суглинков и глин.

## Символика

### Герб

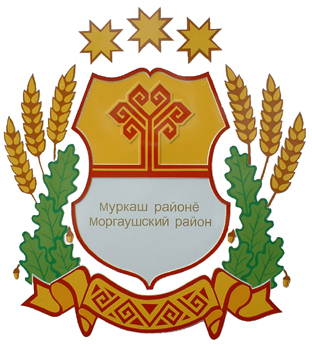
Герб 2002 года

Герб района утвержден Решением Собрания Депутатов Моргаушского района от 25 декабря 2002 года.

#### Описание[28]
Герб Моргаушского района представляет собой золотом окаймлённый вырезной щит, пересечённый на 1/3 пурпурной лентой, с изображением (вверху) древнечувашской эмблемой — «Древо Жизни».
В нижней части щита, в середине — надпись: «Муркаш районӗ» — на чувашском языке и «Моргаушский район» — на русском языке.
Снизу щит окаймлен лентой с элементами народного орнамента. Герб венчает желтая, окаймлённая позолотой эмблема «Три солнца» — состоящая из трижды повторяющегся древнего солярного знака (восьмиконечная звезда), символизирует солнечный свет, дарящий свет и оберегающий благополучие. Троекратное повторение звезды — осеняющей главную часть герба — щит, означает народное понятие: «Пулнӑ, пур, пулатпӑр!» (рус. Были, есть и будем!), и является его графическим выражением. С обеих сторон щит окаймляют дубовые листья с желудями (зелёного цвета) — символ могущества, долголетия и твердости, желуди — символ здорового поколения. Над дубовыми листьями расположены колосья пшеницы — желтого цвета, обрамленные золотом — символ богатства и трудолюбия.

### Гимн[29]
Гимн Моргаушского района утвержден решением Собрания Депутатов Моргаушского района от 25 декабря 2002 г. Мотив Ф.Лукина, стихи А.Лукина
Таврара Муркашӑн
Ячӗ хисепре
Юрӑра мухтасшӑн
Халь эпир тепре.
Хушса юрламалли:
Ӳс, ҫӗклен, Муркашӑмӑр
Пуянлан, вӑйлан,
Ӗҫӗмӗрпе юррӑмӑр
Сан валли ялан!
Сӗчӗ-ҫӑвӗ тулӑх,
Тырӑран пуян.
Кӗрешме хӑюлӑх
Хӑнать, ялан.
Хушса юрламалли:
Савӑк ҫепӗҫ юрӑ
Янӑра, кӗрле.
Утӑпӑр маттурӑн

Халӑхпа пӗрле.

## Транспорт
Транспортная обеспеченность хорошо развитая. На Волге до недавнего времени была пристань Ильинка по обслуживанию пассажиров.

## Археология
В 0,5 км к западу от деревни Верхние Олгаши на краю правого берега реки Сундырка находится группа из 16 курганов абашевской культурно-исторической общности.